# Distretto di Sissala Ovest
Il distretto di Sissala Ovest (ufficialmente Sissala West District, in inglese) è un distretto della Regione Occidentale Superiore del Ghana.